# Radiometro

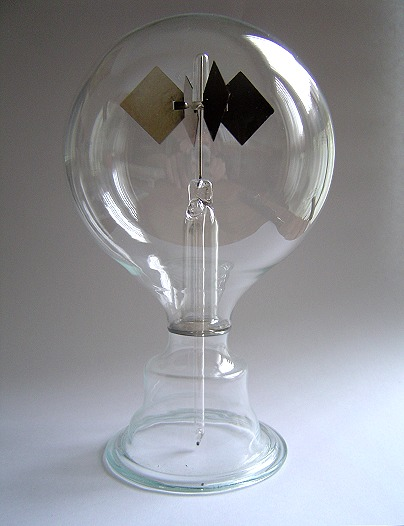
Radiometro

Un radiometro è un dispositivo (sensore passivo) utilizzato in radiometria per misurare il flusso della radiazione elettromagnetica emesso da una superficie o un oggetto per effetto della sua temperatura ovvero la sua radianza. Sebbene il termine sia spesso usato per dispositivi che misurano la radiazione infrarossa, si può usare anche per ogni rilevatore che operi a ogni lunghezza d'onda dello spettro elettromagnetico; un dispositivo che misuri una specifica banda dello spettro elettromagnetico è detto spettroradiometro. Ad esempio un radiometro a microonde lavora nel campo delle microonde.

## Descrizione
Nella descrizione di un radiometro, le caratteristiche salienti sono:
- l'ampiezza di banda;
- la sensibilità spettrale;
- il campo di vista e risoluzione spaziale;
- la risposta direzionale.

I radiometri possono usare diversi tipi di rilevatori. Alcuni rilevano la radiazione elettromagnetica convertendola in calore e quindi in un segnale, altri rilevano i fotoni  tramite un fotodiodo con una specifica efficienza quantica. Nelle applicazioni più comuni il rilevatore di radiazione è un bolometro che converte l'assorbimento di radiazione in calore, che può essere misurato attraverso un termometro. L'aumento di temperatura può essere correlato alla potenza della radiazione incidente.
Uno dei primi radiometri operanti nel campo della radiazione visibile fu il radiometro di Crookes. Un dispositivo più efficiente e con differenti principi di base è il radiometro di Nichols.

### Principi fisici
Il radiometro basa il suo funzionamento sulle leggi dell'emissione termico-elettromagnetica dei corpi grigi e le due leggi da essa derivanti ovvero la legge di Wien e la legge di Stefan-Boltzmann. Qualunque corpo al di sopra dello zero assoluto (0 K), quindi tutti, emette radiazione elettromagnetica la cui intensità è funzione della temperatura del corpo. In particolare la temperatura di un corpo è direttamente connessa alla potenza elettromagnetica emessa secondo la legge di Stefan-Boltzmann, per cui misurando il flusso di energia ricevuto nell'unità di tempo da una porzione di superficie, o anche la forma esatta dell'intero spettro elettromagnetico emesso, è possibile risalire alla temperatura della porzione di superficie d'interesse.

### Caratteristiche
Il radiometro può essere montato su satelliti in orbita o aviotrasportato come strumento per il telerilevamento della Terra. A differenza del radar che invia potenza elettromagnetica captando la potenza retrodiffusa da oggetti e superfici ed è quindi uno strumento (sensore) "attivo", il radiometro è invece uno strumento puramente passivo ovvero un semplice rivelatore elettromagnetico senza alcuna emissione di potenza elettromagnetica. Un radiometro nel campo del visibile può essere o un 'radar ottico passivo' che capta la radiazione visibile scatterata all'indietro dall'oggetto (funziona quindi solo in presenza di luce) oppure un radiometro che capta l'emissione termica sempre nel visibile dell'oggetto stesso.

### Applicazioni
I radiometri hanno applicazioni tipiche nel telerilevamento ambientale della Terra dallo spazio. Ad esempio radiometri sono presenti sui satelliti meteorologici Meteosat come strumenti per l'osservazione meteorologica della Terra sia nel campo del visibile (backscattering ottico della superficie solo di giorno) sia nell'infrarosso per la rilevazione del vapore acqueo e delle nubi (di giorno e di notte)

## Problemi connessi
La radiazione che il radiometro riceve non è soltanto la radiazione emessa dall'oggetto osservato, cioè la temperatura apparente mediata con la direttività d'antenna (temperatura di antenna ottenuta dall'integrazione della temperatura apparente sull'intero angolo solido e mediata dalla direttività dell'antenna), ma a questa si deve sommare la temperatura di rumore prodotta dal sistema ricevente ovvero dall'antenna, dal ricevitore e dalla guida d'onda che collega il ricevitore all'antenna: un insieme di dispositivi che sono a loro volta rumorosi e quindi introducono del rumore. Pertanto è chiaro che rispetto a un ricevitore convenzionale che opera in genere su banda molto stretta e, proprio in questo modo, riesce a rendere accettabile il rapporto segnale/rumore (S/N) e a ricevere il segnale distinguendolo dal rumore di fondo, nel caso del radiometro che deve osservare la radiazione incoerente emessa da un oggetto o una superficie e in generale estesa su tutto lo spettro elettromagnetico (con caratteristiche simili quindi al rumore bianco) è più difficile distinguere il segnale puro dal rumore.
L'atmosfera che è il mezzo trasmissivo a sua volta genera/introduce rumore dal punto di vista del segnale informativo, qui invece questo rumore (emesso dal mezzo naturale), noi lo vogliamo captare, lo vogliamo ricevere e da questo rumore vogliamo anche ricavare informazioni legate alla grandezza geofisica in esame. Si capisce allora come questi ricevitori radiometrici debbano essere molto sensibili, e soprattutto la larghezza di banda va valutata opportunamente perché essendo un segnale molto basso più è larga la banda più potenza di segnale arriva quindi meno sensibile deve essere il ricevitore, meno critica è la sensibilità del ricevitore. Quindi in telerilevamento dovremo usare una banda abbastanza larga per avere il segnale a un livello di potenza accettabile ovvero misurabile tenendo conto allo stesso tempo che la larghezza di banda non deve essere troppo grande da mascherare l'interazione tra la radiazione elettromagnetica e il parametro geofisico da osservare, ovvero cercando di mantenere la selettività in frequenza.
Ad esempio se stiamo osservando l'atmosfera per stimarne il contenuto di vapore acqueo (frequenza intorno a 22 GHz) dobbiamo usare una larghezza di banda che ci dia un segnale abbastanza forte da poterlo misurare, ma non troppo larga per non far entrare l'influenza dell'acqua liquida perdendo l'informazione cercata. Bisogna dunque operare tenendo presente queste esigenze contrastanti. Il ricevitore radiometrico deve lavorare a larga banda senza mascherare la selettività della misura che vogliamo fare e poiché la potenza in generale è molto piccola va considerata un'elevata sensibilità.
Le prestazioni di un radiometro sono valutate in termini di calibrazione e sensibilità della misura.
- La calibrazione del radiometro è quella procedura necessaria per legare la grandezza d'uscita dello strumento, che è una tensione elettrica, con la causa generante cioè la potenza elettromagnetica in ingresso allo strumento, ovvero la temperatura d'antenna (Ta). Queste due grandezze sono legate da un 'coefficiente di guadagno' G ovvero da una relazione di proporzionalità: il sistema riceve una Ta moltiplicata per un certo guadagno G cui si somma un termine di polarizzazione del segnale (bias). L'accuratezza si calcola prendendo due valori noti di Ta, misurando l'uscita, ovvero il livello di tensione, e infine tracciando la retta di calibrazione la cui pendenza rappresenta il guadagno G mentre l'intercetta è il bias.
- La sensibilità o risoluzione radiometrica è la minima variazione del segnale, in termini di temperatura di ingresso, capace di produrre una variazione di tensione rilevabile in uscita: tutte le variazioni più piccole della risoluzione radiometrica sono fluttuazioni del segnale che non vengono rilevate.

Poiché in genere sia il segnale puro sia il rumore a esso associato fluttuano molto, usualmente a valle del ricevitore è presente un filtro passa basso ovvero un "integratore" che appiattisce il segnale diminuendone le fluttuazioni che altrimenti tenderebbero a mascherarlo. La risoluzione radiometrica dipenderà dal tempo di media (tempo di integrazione del segnale di uscita) e dal tipo di schema radiometrico che si utilizza. Lo schema radiometrico viene scelto in base all'applicazione desiderata.